# VI Oranje
VI Oranje was een voetbalpraatprogramma van Wilfred Genee, Johan Derksen en René van der Gijp. Dit programma werd tijdens een groot voetbaltoernooi dagelijks uitgezonden op respectievelijk RTL 7 (2010, 2014) en RTL 4 (2012, 2014, 2018). De eerste uitzending was tijdens het Wereldkampioenschap 2010 in Zuid-Afrika, en de laatste editie tijdens het Wereldkampioenschap 2018 in Rusland. Tijdens het EK van 2021 (oorspronkelijk 2020) werd het programma uitgezonden door SBS6 als De Oranjezomer. Tijdens het Wereldkampioenschap 2022 in Qatar werd het uitgezonden als De Oranjewinter, omdat dit WK niet in de zomer, maar in de winter werd gespeeld.

## Format
In een studio discussiëren de vaste VI-gezichten Genee, Derksen en Van der Gijp over het Europees dan wel Wereldkampioenschap voetbal. Daarnaast worden er fragmenten getoond van de wedstrijden. Iedere uitzending schuiven er twee gasten aan tafel. De ene gast is meestal een (oud)-trainer of een (ex-)voetballer en de tweede gast is vaak een bekende Nederlander die niet uit de voetbalwereld afkomstig is.

## Geschiedenis

### VI Oranje (2010, 2012, 2014)
In de zomer van 2010 begon RTL aan een spin-off van de bekende voetbaltalkshow  Voetbal International, later Voetbal Inside. Het eerste seizoen werd live uitgezonden vanuit een studio op het terras van Kurhaus in Scheveningen. De kijkcijfers van het eerste seizoen groeiden gedurende het toernooi van 300.000 naar ongeveer 900.000 kijkers per aflevering. Het succes van het programma was mede te danken aan het feit dat het Nederlands Elftal de finale haalde.
Het tweede seizoen trok dagelijks meer dan een miljoen kijkers. VI Oranje was toen onderdeel van 'De Zomer van 4'. De zender ging de concurrentie aan met de voetbaltalkshow Studio Sportzomer van de NOS, die vanaf 23.00 uur uitzond. Via RTL XL kon men in de weken voorafgaand aan het programma een kleinschalige realityserie volgen rondom Derksen en Genee.
In het derde seizoen ging VI Oranje de eerste weken de concurrentie aan met Studio Brasil van de NOS. Er waren daarnaast ook vroege uitzendingen op RTL 7. De eerste weken lagen de kijkcijfers ver onder het miljoen, maar een aantal weken later werd het programma verplaatst naar primetime op RTL 4 en stegen de kijkcijfers tot boven of net tegen het miljoen. De kijkcijfers daalden weer nadat het Nederlands Elftal de halve finale verloor. In dit seizoen was er dagelijks contact met verslaggever Sierd de Vos. Hij maakte reportages vanuit Brazilië over het Nederlands Elftal. Veelbesproken tijdens deze editie, zowel binnen als buiten het programma om, was de hoogopgelopen ruzie tussen Derksen en Van der Gijp die elkaar in de media hadden zwartgemaakt.

### Voetbal Inside (2016)
In 2016 was er geen VI Oranje omdat het Nederlands Elftal zich niet wist te plaatsen voor het EK in Frankrijk. In plaats daarvan werd het programma Voetbal Inside, dat op maandag en vrijdag werd uitgezonden, verlengd tot en met het EK en werden in dit programma ook de duels van het EK besproken. De uitzendingen waren van 6 juni, 4 dagen voor de start van het EK, tot en met 11 juli, de dag na de EK-finale. Naast Derksen en Van der Gijp was ook Johan Boskamp gedurende uitzendingen de vaste gast.

### VI Oranje Blijft Thuis (2018)
In de zomer van 2018 waren de mannen van Voetbal Inside te zien in een dagelijkse talkshow op RTL 4, getiteld VI Oranje Blijft Thuis, aangezien het Nederlands Elftal zich ook niet wist te plaatsen voor het WK in Rusland en dus twee eindtoernooien op rij moest missen. Voor Genee, Derksen en Van der Gijp werd dit hun laatste show voor RTL. In het programma discussiëren Genee en verschillende gasten over het wereldkampioenschap voetbal in Rusland en andere zaken. Van der Gijp, Derksen en Boskamp waren de vaste gasten, maar waren niet elke uitzending te zien. Ook dit seizoen waren er weer diverse relletjes met onder andere de redactie van RTL Late Night - die tevens verantwoordelijk was voor de uitzendingen van VI Oranje Blijft Thuis - en DJ Jean.